# Lythrodes radiatus
Lythrodes radiatus är en fjärilsart som beskrevs av Smith 1903. Lythrodes radiatus ingår i släktet Lythrodes och familjen nattflyn. Inga underarter finns listade i Catalogue of Life.